# Fredrik Gyllenborg
Fredrik Gyllenborg (10 de dezembro de 1767–18 de agosto de 1829) foi primeiro-ministro da Suécia de 25 de junho de 1810 a 18 de agosto de 1829.